# Сант'Амброджо ди Валполичела
Сант'Амбро̀джо ди Валполичѐла (на италиански: Sant'Ambrogio di Valpolicella; на венециански: Sant'Ambroxio, Сант'Амброзио) е град и община в Северна Италия, провинция Верона, регион Венето. Разположен е на 175 m надморска височина. Населението на общината е 11 737 души (към 2015 г.).